# Удовенко, Николай Филиппович
Николай Филиппович Удовенко (1928 — 2011) — токарь Арсеньевского производственного объединения Министерства авиационной промышленности СССР, Приморский край, Герой Социалистического Труда (10.03.1981).
Родился 28 марта 1928 года в селе Анучино Дальневосточного края СССР в крестьянской семье.
В 1941 году переехал в Семёновку, ныне город Арсеньев. В возрасте 15 лет поступил в школу фабрично-заводского обучения при заводе № 16 Народного комиссариата авиационной промышленности СССР.
Получив квалификацию токаря третьего разряда, начал работать на заводе № 116 (Арсеньевский машиностроительный завод «Прогресс»), выпускавшем самолёты УТ-2. 
В 1946—1949 служил в Советской армии, затем вернулся на тот же завод, в 1979 году преобразованный в Арсеньевское авиационное производственное объединение «Прогресс» им. Н. И. Сазыкина Министерства авиационной промышленности СССР.
За успехи в труде удостоен почётного звания Героя Социалистического труда, награждён орденами Ленина, Октябрьской революции, «Знак Почёта», медалями, нагрудным знаком «Отличник качества» Министерства авиационной промышленности СССР.
Член КПСС с 1959 года. В 1982 году избран делегатом XVII съезда профсоюзов СССР.
С 1983 года на пенсии, с 1988 года — персональный пенсионер союзного значения.
Семья: жена Валентина Устиновна, сын и дочь.
Умер 2 ноября 2011 года в Арсеньеве, похоронен на городском кладбище. 

## Награды
- медаль «Серп и Молот» (10.03.1981);
- орден Ленина (10.03.1981);
- орден Октябрьской Революции (29.03.1976);
- орден «Знак Почёта» (26.04.1971);
- медаль «За трудовую доблесть» (28.04.1963).